# Orthocladius scaturiginis
Orthocladius scaturiginis är en tvåvingeart som först beskrevs av Maurice Emile Marie Goetghebuer 1940.  Orthocladius scaturiginis ingår i släktet Orthocladius och familjen fjädermyggor.
Artens utbredningsområde är Sverige. Inga underarter finns listade i Catalogue of Life.